# تقرير الثروة الشاملة
تقرير الثروة الشاملة للأمم (بالإنجليزية: The Changing Wealth of Nations) هو سلسلة تقارير اقتصادية دورية يصدرها البنك الدولي، تهدف إلى قياس وتقييم الثروة القومية الشاملة للدول، بما يتجاوز مجرد الناتج المحلي الإجمالي. يُركّز التقريرعلى عناصر متعددة من رأس المال، تشمل: رأس المال الطبيعي، ورأس المال البشري، ورأس المال المُنتج، وصافي الأصول الأجنبية، لتقديم رؤية أعمق عن استدامة التنمية الاقتصادية.

## نبذة تاريخية
صدر التقرير لأول مرة في عام 2006 تحت عنوان ?Where is the Wealth of Nations ، ثم نُشرت إصدارات لاحقة أعوام 2011، 2018، 2021، و2024. ويعتمد التقرير على بيانات طويلة الأمد تغطي أكثر من 140 دولة، ويُستخدم على نطاق واسع في تقييم مدى استدامة السياسات الاقتصادية وقدرتها على توليد قيمة طويلة الأجل للمجتمعات.

## أهداف التقرير
يسعى تقرير الثروة الشاملة إلى:
- توفير مقياس أوسع وأشمل للثروة الحقيقية للدول.
- تعزيز مفهوم التنمية المستدامة القائم على الإدارة الفعالة للأصول الوطنية.
- دعم صُنّاع السياسات في اتخاذ قرارات مبنية على الثروة طويلة الأجل وليس فقط على النمو السنوي.

## مكونات الثروة الشاملة
يعتمد التقرير على أربعة مكونات رئيسية:
- رأس المال الطبيعي: مثل الأراضي، الغابات، المعادن، مصادر الطاقة.
- رأس المال البشري: المعرفة، المهارات، الصحة.
- رأس المال المُنتج: البنية التحتية، المباني، المعدات.
- صافي الأصول الخارجية: الأصول والالتزامات الدولية.

## تطور إصدارات التقرير
شهد التقريرتطورات متتالية في منهجيته ونطاق تحليله، كما يوضح الجدول التالي:
| الإصدار | السنة | أبرز الميزات |
| ------- | ----- | --- |
| 2006    | 2006  | تقديم أول مجموعة من "حسابات الثروة" لأكثر من 150 دولة، مما أتاح تقييمًا طويل الأمد للأداء العالمي والإقليمي والقطري في بناء الثروة. |
| 2011    | 2011  | توفير سلسلة من حسابات الثروة لـ140 دولة على مدار 10 سنوات، مما سمح بفحص العلاقة الديناميكية بين التنمية والثروة.                   |
| 2018    | 2018  | إدراج رأس المال البشري بشكل صريح لأول مرة، مع التركيز على بناء مستقبل مستدام.                                                      |
| 2021    | 2021  | توسيع تغطية رأس المال الطبيعي ومراقبة اتجاهاته من 1995 إلى 2018 لـ146 دولة، وتقديم تحليلات جديدة حول تأثيرات تغير المناخ.          |
| 2024    | 2024  | تحديثات منهجية مهمة في تقدير الثروة الحقيقية للفرد، مع التركيز على استدامة التنمية الاقتصادية وتقديم رؤى حول توزيع الثروة العالمي. |

## التغطية الإعلامية والأكاديمية
يحظى التقرير بتغطية واسعة من وسائل الإعلام الاقتصادية والأكاديمية، بالإضافة إلى منظمات دولية ناقشت أهمية دمج رأس المال الطبيعي في تقييم التنمية المستدامة ويُستخدم كمصدر مرجعي للباحثين وصنّاع القرار. وقد نُشرت تحليلات متعددة حوله في مصادر مثل:
- فايننشال تايمز[8]
- مجلة Nature[9]
- شبكة السياسات الدولية للتنمية المستدامة (IISD)[10]

## روابط خارجية
- الصفحة الرسمية للتقرير – البنك الدولي